# Члены-корреспонденты Российской академии архитектуры и строительных наук
Полный список членов-корреспондентов РААСН:

## Отделение архитектуры
1. Андреев, Павел Юрьевич (род. 1954)
2. Атаянц, Максим Борисович (род. 1966)
3. Бавыкин, Алексей Львович (род. 1955)
4. Багрова, Наталья Викторовна (род. 1973)
5. Бакеев, Владимир Павлович (род. 1958)
6. Величкин, Дмитрий Валентинович (род. 1959)
7. Виссарионов, Юрий Геннадьевич (род. 1956)
8. Гинзбург, Алексей Владимирович (род. 1969)
9. Гнездилов, Андрей Леонидович (род. 1957)
10. Григорьев, Владимир Анатольевич (род. 1960)
11. Гридасова, Полина Олеговна (род. 1974)
12. Долгов, Александр Владимирович (род. 1957)
13. Дуцев, Михаил Викторович (род. 1979)
14. Душкина, Наталья Олеговна (род. 1954)
15. Козинский, Олег Филиппович  (род. 1954)
16. Кондиайн, Михаил Олегович (род. 1954)
17. Крадин, Николай Петрович (род. 1938)
18. Красильников, Владилен Дмитриевич (род. 1932)
19. Кузембаев, Тотан Байдусенович (род. 1953)
20. Лавров, Леонид Павлович (род. 1939)
21. Левянт, Борис Владимирович (род. 1955)
22. Миронов, Евгений Игоревич (род. 1946)
23. Орельская, Ольга Владимировна (род. 1951)
24. Орешкин, Сергей Иванович (род. 1960)
25. Орлов, Алексей Васильевич (род. 1974)
26. Пастушенко, Валентин Леонидович (род. 1959)
27. Пестов, Евгений Николаевич (род. 1951)
28. Полянцев, Евгений Вадимович (род. 1955)
29. Салимов, Алексей Маратович (род. 1959)
30. Самогоров, Виталий Александрович (род. 1958)
31. Сапрыкина, Наталия Алексеевна (род. 1946)
32. Сапрыкина, Наталья Сергеевна (род. 1961)
33. Слюнькова, Инесса Николаевна (род. 1953)
34. Стариков, Александр Александрович (род. 1946)
35. Тимофеев, Сергей Александрович (род. 1935)
36. Туманик, Артемий Геннадьевич (род. 1966)
37. Хомяков, Александр Иванович (род. 1957)
38. Худин, Александр Александрович (род. 1956)
39. Чурилов, Виктор Алексеевич (род. 1946)
40. Шадрин, Владимир Константинович (род. 1936)
41. Щенков, Алексей Серафимович (род. 1954)
42. Явейн, Олег Игоревич (род. 1948)
43. Айдаров, Сайяр Ситдикович (1928—2014)
44. Анисимов, Александр Викторович (1935—2022)
45. Баранов, Борис Алексеевич (1939—2021)
46. Белоконь, Александр Николаевич (1928—2006)
47. Белоусов, Евгений Дмитриевич (1927—2008)
48. Бирюков, Игорь Григорьевич (1931—2017)
49. Борисова, Елена Андреевна (1928—2020)
50. Вержбицкий, Жан Матвеевич (1932—2011)
51. Горячев, Олег Михайлович (1927—2021)
52. Гуляницкий, Николай Федосеевич (1927—1995)
53. Давиденко, Вадим Петрович (1930—2005)
54. Демирханов, Арэг Саркисович (1932—2020)
55. Десятов, Владимир Григорьевич (1927—2018)
56. Журавков, Юрий Михайлович (1938—2025)
57. Захарьина, Наталья Максимовна (1927—1995)
58. Кавин, Евгений Васильевич (1925—2007)
59. Каркарьян, Ваган Гайкович (1934—2014)
60. Керимов, Керим Селимович (1942—2024)
61. Кибирев, Вадим Михайлович (1929—2018)
62. Кузьмин, Всеволод Иванович (1928—2010)
63. Ларин, Александр Дмитриевич (1935—2020)
64. Логвинов, Виктор Николаевич (1948—2021)
65. Лукаев, Дмитрий Лазаревич (1946—2000)
66. Матусевич, Наум Захарович (1921—2013)
67. Мисожников, Лев Валентинович (1935—2010)
68. Моор, Валерий Климентьевич (1950—2021)
69. Нелюбин, Борис Сергеевич (1922—2013)
70. Павлов, Владимир Азариевич (1938—2010)
71. Подъяпольский, Сергей Сергеевич (1928—2002)
72. Пуришев, Иван Борисович (1930—2013)
73. Пустоветов, Геннадий Иванович (1949—2021)
74. Ранинский, Юрий Владимирович (1928—2001)
75. Рейнберг, Марк Альбертович (1938—2020)
76. Соколов, Виталий Петрович (1927—2003)
77. Степанов, Валерий Владимирович (1928—2008)
78. Тальковский, Всеволод Георгиевич (1932—2007)
79. Ткаченко, Сергей Борисович (1953—2023)
80. Тхор, Борис Иванович (1929—2009)
81. Чернявский, Илья Зиновьевич (1917—1994)
82. Ческидов, Александр Сергеевич (1937—2000)

## Отделение градостроительства
1. Аникеев, Валентин Васильевич (род. 1933)
2. Боренко, Галина Петровна (род. 1929)
3. Вайтенс, Андрей Георгиевич (род. 1947)
4. Власов, Денис Николаевич (род. 1971)
5. Герцберг, Лора Яковлевна (род. 1938)
6. Гутников, Владимир Анатольевич (род. 1959)
7. Данилина, Нина Васильевна (род. 1985)
8. Кадышев, Георгий Иванович (род. 1932)
9. Ким, Валерий Александрович (род. 1947)
10. Климов, Дмитрий Валерьевич (род. 1972)
11. Колесников, Александр Альбертович (род. 1954)
12. Коробова, Ольга Павловна (род. 1948)
13. Коротаев, Владимир Прохорович (род. 1951)
14. Косенкова, Юлия Леонидовна (род. 1949)
15. Крашенинников, Алексей Валентинович (род. 1957)
16. Нагаева, Зарема Садыковна (род. 1949)
17. Перькова, Маргарита Викторовна (род. 1976)
18. Пустовгаров, Виктор Иванович (род. 1954)
19. Розенберг, Ольга Викторовна (род. 1962)
20. Рысин, Юрий Владимирович (род. 1958)
21. Самойленко, Ирина Борисовна (род. 1955)
22. Семенцов, Сергей Владимирович (род. 1952)
23. Ткаченко, Людмила Яковлевна (род. 1954)
24. Бодэ, Борис Владимирович (1939—2008)
25. Виноградов, Анатолий Иванович (1933—2016)
26. Выборный, Владимир Николаевич (1938—2009)
27. Гришин, Дмитрий Николаевич (1936—2000)
28. Давиденко, Павел Николаевич (1939—2022)
29. Киреев, Евгений Иванович (1927—2006)
30. Курбатов, Юрий Иванович (1934—2020)
31. Малоян, Гаррик Андреевич (1935—2018)
32. Махровская, Александра Викторовна (1917—1997)
33. Меерович, Марк Григорьевич (1956—2018)
34. Менякин, Юрий Иванович (1925—2002)
35. Полянский, Эдуард Алексеевич (1934—2013)
36. Сарнацкий, Эдуард Васильевич (1935—2020)
37. Сырмолотов, Виктор Владимирович (1948—2023)
38. Туманик, Геннадий Николаевич (1940—2022)
39. Тюленин, Герман Александрович (1934—2022)
40. Ходжаев, Давид Георгиевич (1922—1997)
41. Энгельке, Надежда Александровна (1915—2009)

## Отделение строительных наук
1. Аверьянов, Владимир Константинович (род. 1939)
2. Алоян, Роберт Мишаевич (род. 1960)
3. Бобылёв, Владимир Николаевич (род. 1940)
4. Вавренюк, Светлана Викторовна (род. 1959)
5. Ведяков, Иван Иванович (род. 1959)
6. Волков, Андрей Анатольевич (род. 1974)
7. Воробьёв, Владимир Александрович (род. 1936)
8. Гагарин, Владимир Геннадиевич (род. 1950)
9. Губанов, Леонид Никандрович (род. 1942)
10. Емельянов, Сергей Геннадьевич (род. 1964)
11. Зверев, Виталий Валентинович (род. 1951)
12. Калашников, Сергей Юрьевич (род. 1954)
13. Кальгин, Александр Анатольевич (род. 1946)
14. Кашеварова, Галина Геннадьевна (род. 1948)
15. Козлов, Дмитрий Вячеславович (род. 1964)
16. Колчунов, Владимир Иванович (род. 1952)
17. Король, Елена Анатольевна (род. 1963)
18. Кочев, Алексей Геннадьевич (род. 1961)
19. Кудрявцев, Сергей Анатольевич (род. 1957)
20. Лабудин, Борис Васильевич (род. 1948)
21. Лапидус, Азарий Абрамович (род. 1958)
22. Лесовик, Валерий Станиславович (род. 1946)
23. Мангушев, Рашид Абдуллович (род. 1951)
24. Меркулов, Сергей Иванович (род. 1955)
25. Мирсаяпов, Илизар Талгатович (род. 1954)
26. Монастырёв, Павел Владиславович (род. 1968)
27. Мондрус, Владимир Львович (род. 1957)
28. Морозов, Валерий Иванович (род. 1951)
29. Полтавцев, Сергей Иванович (род. 1948)
30. Потапов, Александр Николаевич (род. 1947)
31. Пухаренко, Юрий Владимирович (род. 1954)
32. Рахимов, Равиль Зуфарович (род. 1938)
33. Рахманов, Виктор Алексеевич (род. 1941)
34. Римшин, Владимир Иванович (род. 1957)
35. Румянцева, Варвара Евгеньевна (род. 1971)
36. Савин, Владимир Константинович (род. 1934)
37. Сколубович, Юрий Леонидович (род. 1964)
38. Соколов, Борис Сергеевич (род. 1942)
39. Суэтина, Татьяна Александровна (род. 1953)
40. Табунщиков, Юрий Андреевич (род. 1939)
41. Тамразян, Ашот Георгиевич (род. 1952)
42. Трещёв, Александр Анатольевич (род. 1958)
43. Черкасов, Василий Дмитриевич (род. 1950)
44. Шабанов, Всеволод Александрович (род. 1937)
45. Шаповал, Анатолий Филиппович (род. 1935)
46. Шубин, Игорь Любимович (род. 1958)
47. Айрапетов, Георгий Андроникович (1939—2003)
48. Арбузова, Татьяна Борисовна (1936—1996)
49. Афанасьев, Александр Алексеевич (1937—2020)
50. Бакиров, Раиф Османович (1926—2014)
51. Баранова, Тамара Ивановна (1937—2013)
52. Батдалов, Мухтаритдин Магомедович (1940—2022)
53. Бобрышев, Анатолий Николаевич (1950—2015)
54. Болдырев, Александр Михайлович (1932—2021)
55. Болотный, Александр Васильевич (1935—2004)
56. Гениев, Георгий Александрович (1927—2004)
57. Головнёв, Станислав Георгиевич (1936—2014)
58. Горев, Владимир Васильевич (1934—2000)
59. Енджиевский, Лев Васильевич (1938—2016)
60. Ерхов, Михаил Иванович (1933—2002)
61. Ивахнюк, Вилен Алексеевич (1929—2008)
62. Ильин, Владимир Петрович (1928—2011)
63. Клевцов, Владимир Александрович (1927—2008)
64. Копаница, Дмитрий Георгиевич (1952—2017)
65. Копосов, Евгений Васильевич (1952—2013)
66. Костин, Иван Христофорович (1934—1996)
67. Куприянов, Валерий Николаевич (1940—2023)
68. Ласков, Юрий Михайлович (1929—1997)
69. Лащенников, Борис Яковлевич (1931—1996)
70. Леонтьев, Николай Николаевич (1926—2009)
71. Мурашкин, Геннадий Васильевич (1936—2020)
72. Павлов, Андрей Борисович (1959—2011)
73. Прошин, Анатолий Петрович (1941—2005)
74. Пшеничнов, Геннадий Иванович (1929—1994)
75. Скирдов, Игорь Васильевич (1928—2002)
76. Скоробогатов, Семён Макеевич (1930—2016)
77. Титов, Владимир Павлович (1931—1999)
78. Чиченков, Юрий Васильевич (1928—2010)
79. Шапошников, Николай Николаевич (1929—2018)
80. Швецов, Геннадий  Иванович (1934—2015)